# Stødende hunde
Stødende hunde er en gruppe af jagthunde, der anvendes til jagt for stødende hund. Hundenes opgave er at finde og rejse vildt inden for skydeafstand af jægeren, og efter skuddet at apportere vildtet. Racerne, der anvendes i Danmark, er bl.a. engelsk springer spaniel FT og engelsk cocker spaniel FT.